# Międzynarodowa Komisja Dobrych Usług
Międzynarodowa Komisja Dobrych Usług – instytucja utworzona na posiedzeniu "Wielkiej Trójki" w Jałcie. Jej głównym zadaniem była pomoc przy tworzeniu Tymczasowego Rządu Jedności Narodowej. Członkami Komisji byli: Wiaczesław Mołotow, Averell Harriman (ambasador USA w ZSRR) oraz Archibald Clark-Kerr (ambasador Wielkiej Brytanii w ZSRR). Między członkami instytucji pojawił się konflikt dotyczący składu TRJN. Sytuacja ta została wykorzystana przez Mołotowa, który przeforsował sowiecka propozycję i rząd został skompletowany spośród kandydatów ZSRR.